# Renault 3
Renault 3, uma versão econômica do modelo Renault 4, foi fabricado pela Renault só para a venda na França. Depois de um ano de produção em 1961, o modelo foi descontinuado.